# Andare camminare lavorare e altri discorsi
| Recensione | Giudizio       |
| ---------- | -------------- |
| Ondarock   | Pietra miliare |

Andare camminare lavorare e altri discorsi è una raccolta antologica del cantautore italiano Piero Ciampi, pubblicata nel 1975 dalla RCA Italiana.

## Descrizione
Contiene canzoni tratte dai precedenti album del 1971 e 1973, più i brani Andare camminare lavorare e Cristo tra i chitarristi, pubblicati lo stesso anno su 45 giri.

## Tracce
Testi e musiche di Piero Ciampi.
1. Andare camminare lavorare – inedito
2. L'amore è tutto qui – dall'album Piero Ciampi
3. 40 soldati 40 sorelle – dall'album Piero Ciampi
4. Ha tutte le carte in regola – dall'album Io e te abbiamo perso la bussola
5. Il giocatore – dall'album Piero Ciampi
6. Cristo tra i chitarristi – inedito
7. Il vino – dall'album Piero Ciampi
8. Te lo faccio vedere chi sono io – dall'album Io e te abbiamo perso la bussola
9. In un palazzo di giustizia – dall'album Io e te abbiamo perso la bussola
10. Il merlo – dall'album Piero Ciampi